# Batgirl
Batgirl là tên của một số nhân vật hư cấu xuất hiện trong truyện tranh được xuất bản bởi DC Comics, thường xuyên được mô tả như là phiên bản nữ siêu anh hùng của Batman. Được tạo ra bởi Bill Finger và Sheldon Moldoff, một nhân vật (được cho là) được xem xét như là hóa thân đầu tiên của Batgirl, "Bat-Girl" Betty Kane, xuất hiện lần đầu tiên trong Batman (tháng 4 năm 1961) như là một trợ tá giống Robin của Batwoman. Sau khi Julius Schwartz trở thành biên tập viên của các đầu sách truyện tranh liên quan đến Batman vào năm 1964, nhân vật Bat-Girl đã được gỡ bỏ khỏi ấn phẩm (cùng với Batwoman) và thay thế bằng Batgirl "mới" là Barbara Gordon, con gái ủy viên cảnh sát James Gordon vào cuối năm 1966. Phiên bản này của Batgirl đã được giới thiệu trong Detective Comics #359 của Gardner Fox và Carmine Infantino, tựa đề "The Million Dollar Debut of Batgirl."
Batgirl mới chứng minh sự phổ biến lớn hơn "Bat-Girl" trước đó và xuất hiện thường xuyên, trong dòng liên tục xuất hiện trong truyện tranh của DC từ cuối 1966 đến 1988. Sự nghỉ hưu chính thức của Batgirl đã diễn ra trong Batgirl Special #1 (1988), được xuất bản một vài tháng sau khi Barbara Gordon bị bắn bởi Joker trong cuốn tiểu thuyết đồ họa Batman: The Killing Joke (tháng 3 năm 1988). Biên tập viên Kim Yale và là tác giả truyện tranh John Ostrander sau đó tái phát minh nhân vật Barbara Gordon bị loại bỏ như là Oracle, người môi giới thông tin hàng đầu của Vũ trụ DC Comics và lãnh đạo của tổ chức Birds of Prey. Trong câu chuyện năm 1999 là "Batman: No Man's Land", Helena Bertinelli (được biết đến là Huntress) đảm nhiệm vai trò của Batgirl một thời gian ngắn cho đến khi cô bị tước danh hiệu bởi Batman trong kết luận của câu chuyện về việc vi phạm bộ luật nghiêm ngặt của mình. Cùng năm đó, Cassandra Cain (được tạo ra bởi Kelley Puckett và Damion Scott), được giới thiệu trong loạt "No Man's Land", trở thành Batgirl thứ tư. Cô được hướng dẫn bởi kinh nghiệm của Batman và Oracle. Cassandra Cain sau đó đã trở thành phiên bản đầu tiên của các nhân vật Batgirl là được đặc trưng trong một loạt truyện hàng tháng cùng tên, được xuất bản từ 2000-2006, kết thúc với Cain từ bỏ vai trò của mình như là Batgirl. Sau đó trong các trang của Teen Titans, Cassandra Cain giành lại bản sắc cũ của cô là Batgirl. Sau đó cô lại truyền bí danh Batgirl cho Stephanie Brown (trước đây gọi là Spoiler và Robin) trong số đầu tiên của loạt truyện Batgirl về Brown (tháng 10 năm 2009).
Batgirl cũng là danh hiệu của hai loạt truyện tranh đang diễn ra (cũng là một trong những loạt truyện tranh ngắn) được xuất bản bởi DC Comics.

## Nhân vật

### Betty Kane
Sau những cáo buộc về đồng tính luyến ái giữa Batman và Robin như mô tả trong cuốn sách Seduction of the Innocent (1954) của Fredric Wertham, một nhân vật nữ, Kathy Kane the Batwoman, đã được giới thiệu trong năm 1956 như là một người yêu cho Batman . Năm 1961, một nhân vật nữ thứ hai được giới thiệu như là một sự quan tâm tình yêu cho Robin . Betty Kane là "Bat-Girl" được mô tả như là cháu gái và trợ tá Batwoman, lần đầu tiên xuất hiện trong Batman #139 (1961) . Sự tạo ra Gia đình Batman, trong đó bao gồm Batman và Batwoman được mô tả là cha mẹ, Robin và Bat-Girl được miêu tả như là con cái của họ, cùng với Bat-Mite và "vật nuôi của gia đình" là Ace the Bat-Hound, đã khiến các truyện tranh liên quan đến Batman "một sai lầm, chuyển đổi từ siêu anh hùng sang hài kịch tình huống" .
Các nhân vật này bị hủy bỏ vào năm 1964 khi biên tập viên mới được bổ nhiệm của truyện tranh Batman là Julius Schwartz kết luận họ quá ngớ ngẩn và do đó không phù hợp . Schwartz đã khẳng định rằng những nhân vật này cần được loại bỏ, xem xét việc những sách truyện tranh liên quan đến Batman đã liên tục giảm doanh số bán hàng, và khôi phục thần thoại Batman sang nguồn gốc Chủ nghĩa anh hùng quái hiệp ban đầu . Bat-Girl, cùng với các nhân vật khác trong Gia đình Batman, chấm dứt sự tồn tại sau loạt truyện hạn chế năm 1985 là Crisis on Infinite Earths . Tuy nhiên, mặc dù Bat-Girl đã không tồn tại trong dòng liên tục sau Crisis, một phiên bản sửa đổi của nhân vật, Mary Elizabeth "Bette" Kane, được giới thiệu như là siêu anh hùng Flamebird, người tiếp tục xuất hiện trong các ấn phẩm của DC Comics .

### Barbara Gordon
Một Batgirl mới, độc lập hơn - Barbara "Babs" Gordon, con gái của nhân vật hỗ trợ Batman là Ủy viên cảnh sát James Gordon - ra mắt trong Detective Comics #359 (số đề là tháng 1 năm 1967, nhưng được phát hành vào tháng 11 năm 1966) . Trong lần ra mắt, Barbara khi trên đường đến một bữa tiệc đã hóa trang, cô đã mặc giống phiên bản nữ của Batman và phá vỡ âm mưu bắt cóc Bruce Wayne của Killer Moth. Điều này thu hút sự chú ý của Batman (Bruce Wayne) và dẫn đến thiết lập nên sự nghiệp chống tội phạm của cô. Nhân vật mới, cũng được sáng tạo bởi biên tập Julius Schwartz, nghệ sĩ Carmine Infantino và tác giả Gardner Fox, là một sự hợp tác giữa DC Comics và loạt phim truyền hình Batman của cuối những năm 1960 được phát sóng trên ABC. Khi người sản xuất truyền hình là William Dozier tìm cách đổi mới chương trình Batman cho một mùa thứ ba, ông hỏi Schwartz cho một nhân vật nữ mới được giới thiệu trong môi trường truyện tranh, mà có thể được chuyển thể thành phim truyền hình để thu hút một lượng khán giả nữ . Phiên bản mới này của Batgirl được viết như một người lớn, có bằng tiến sĩ về khoa học thư viện và duy trì một sự nghiệp là người đứng đầu Thư viện công cộng của thành phố Gotham .
Trong vai trò Batgirl, Barbara Gordon đã chứng minh được sự phổ biến của mình nổi trội hơn so với bộ đôi Batwoman và Bat-Girl trước đó, mặc dù cô không phải một trợ tá mà là một anh hùng chống tội phạm độc lập. Barbara Gordon xuất hiện với vai trò là Batgirl trong Batman và Detective Comics, cũng như các ấn phẩm khác của DC Comics không liên quan đến Batman. Nhân vật mới cũng nhận được một vai trò Diễn viên chính trong loạt sách truyện tranh Batman Family xuất hiện lần đầu tiên vào năm 1975, nơi cô trở thành một phần của "Dynamite Duo: Batgirl & Robin" với Dick Grayson . Được miêu tả như một trong những nhân vật nổi tiếng nhất xuất hiện trong các ấn phẩm của Silver Age of Comic Books , Barbara Gordon xuất hiện như Batgirl thường xuyên từ 1966-1988, và cô thường xuyên đặc trưng như Batgirl của những câu chuyện "hồi tưởng" trong các ấn phẩm hiện tại của DC Comics. Nổi tiếng hơn, Barbara Gordon bị bắn xuyên qua tủy sống bởi Joker trong Batman: The Killing Joke .Sau lần đụng độ ấy với Joker,  cô đã bị liệt nửa người. Chuyện này sau đó trở thành một điểm gây tranh cãi giữa các nhà phê bình và bình luận . Biên tập viên Kim Yale và tác giả John Ostrander làm sống lại nhân vật trong Suicide Squad #23 (1989) dưới vỏ bọc mang tên "Oracle"-một nhà môi giới thông tin tự do và chuyên gia hacker . Dưới cái tên Oracle, Barbara Gordon được viết như là một đồng minh của nhiều siêu anh hùng Vũ trụ DC khác nhau, nhưng hầu hết đáng chú ý là người sáng lập và lãnh đạo hoạt động của tổ chức siêu anh hùng "Birds of Prey". Barbara Gordon sẽ trở về vai trò của Batgirl trong Batgirl #1 ngày 7 tháng 9 năm 2011.

### Helena Bertinelli
Mười một năm sự nghỉ hưu của  Batgirl Barbara Gordon, một phiên bản mới của nhân vật được giới thiệu trong Shadow of the Bat #83 trong loạt truyện Batman: No Man's Land (1999) . Trong Batman: Legends of the Dark Knight #120 (năm 1999), Batgirl mới được tiết lộ là Helena Bertinelli, một siêu anh hùng truyện tranh DC được gọi là Huntress . Bertinelli cuối cùng buộc phải từ bỏ danh hiệu bởi Batman . Sau khi lấy lại danh tính của cô là Huntress, Bertinelli sau đó tham gia Birds of Prey của Oracle, trở thành cựu Batgirl thứ hai được vào danh sách của đội .

### Cassandra Cain
Mô tả như một thần đồng võ thuật, Cassandra Cain được viết như là một phụ nữ trẻ gốc một phần châu Á trở thành Batgirl thứ 3 trong dòng liên tục với sự chấp thuận của cả Batman và Oracle, sau sự giới thiệu của cô trong Batman #567 (năm 1999) như là một phần của Batman: No Man's Land . Cassandra Cain mặc cùng trang phục Batgirl của Helena Bertinelli. Nuôi dạy bởi sát thủ David Cain, Cassandra Cain không được giảng dạy nói, nhưng thay vào đó được dạy để "đọc" chuyển động vật lý. Sau đó, hình thức giao tiếp duy nhất của Cain là ngôn ngữ cơ thể . Các bộ phận não thường được sử dụng cho nói của Cain đã được chuyển đổi để cô có thể đọc ngôn ngữ cơ thể của người khác và dự đoán với độ chính xác kỳ lạ, hành động di chuyển tiếp theo của họ. Điều này cũng khiến não của cô phát triển các chức năng học tập khác, một hình thức của chứng khó đọc nữa đã cản trở khả năng đọc và viết của cô.
Mặc cho khuyết tật của Cain, tác giả Andersen Gabrych mô tả hình thức ngôn ngữ độc đáo của nhân vật là yếu tố quan trọng trong những gì làm cho Cain là một thám tử xuất sắc; khả năng đi vào một căn phòng và "biết" một cái gì đó là sai lầm dựa trên ngôn ngữ cơ thể . Trong chương đầu tiên của loạt sách truyện tranh Batgirl mang tên Silent Running, Cassandra Cain gặp một nhà tâm linh đã "tái lập trình" não của cô, cho phép cô hiểu được ngôn ngữ bằng lời nói, trong khi đồng thời mất khả năng dự đoán chuyển động . Vấn đề này được giải quyết trong chương thứ hai của loạt truyện, Batgirl: A Knight Alone, khi Batgirl gặp sát thủ Lady Shiva là người đồng ý dạy cô làm thế nào để dự đoán chuyển động một lần nữa . Sáu năm sau khi ra mắt, DC Comics hủy bỏ hàng loạt cuốn sách truyện tranh Batgirl với số #73 (2006), kết thúc với Cain từ bỏ vai trò của mình như Batgirl.
Khi dòng liên tục của DC Comics bỏ qua một năm sau các sự kiện của loạt truyện hạn chế Infinite Crisis, Cassandra Cain được hồi sinh là lãnh đạo của League of Assassins, từ bỏ đặc tính trước đây của cô là một người vị tha. Sự tiến triển của nhân vật từ anh hùng sang nhân vật phản diện làm tức giận một số người hâm mộ và được đi kèm với chỉ trích nặng nề . Cain sau đó dùng lại vai diễn như Batgirl trong cốt truyện "Titans East" (2007) của Teen Titans  khi được tiết lộ rằng cô đã bị ảnh hưởng bởi một loại thuốc thay đổi tâm lý được sử dụng bởi siêu phản diện Deathstroke the Terminator. Theo kết luận của cốt truyện, DC Comics đã khôi phục lại đặc tính ban đầu của Cain là một siêu anh hùng và nhân vật có được một vai phụ trong loạt truyện tranh Batman and the Outsiders.
Sau sự biến mất của Batman, Cassandra đã làm theo lệnh của Batmam trước đó là truyền danh hiệu Batgirl cho Stephanie Brown . Sau khi từ chối lời mời của Tim Drake là đòi lại danh hiệu Batgirl từ Stephanie , Cassandra tái gia nhập Gia đình Batman dưới danh tính mới của Blackbat . Cô hiện đang hoạt động như đại diện Hồng Kông của Batman trong Batman Incorporated

### Stephanie Brown
Stephanie Brown, trước đây là Spoiler và trong một thời gian ngắn là Robin thứ tư, mang danh tính Batgirl sau khi Cassandra Cain giao trang phục cho Brown theo lệnh của Batman . Cuối cùng, Barbara Gordon đồng ý cho Brown là người kế thừa mới nhất của cô - và cô cho Brown một trang phục Batgirl màu tím (giống như cái của nữ Diễn viên Yvonne Craig mặc trong loạt phim truyền hình Batman những năm 1960) và trở thành cố vấn trong một khoảng thời gian. Brown là Batgirl thứ 5 trong dòng liên tục và là Batgirl thứ hai trở thành ngôi sao trong chuỗi sách truyện tranh Batgirl đang diễn ra của cô.

## Lịch sử xuất bản
Loạt sách truyện tranh Batgirl đầu tiên đang diễn ra được xuất bản vào năm 2000 và đặc trưng Cassandra Cain là Batgirl. Trong năm 2009, một ngắn mới của Batgirl được tạo ra cũng có tính năng Cain, người mà, vào cuối loạt truyệni đã trao lại bản sắc Batgirl của mình cho nhân vật Stephanie Brown. Loạt truyện thứ ba này có tính năng của nhân vật mới, cũng như Robin, người sẽ giám sát hành động của Brown như là Batgirl.

### Volume 1 (2000–2006)
Cassandra Cain là Batgirl của Vũ trụ DC từ năm 1999 đến năm 2009. Con gái của hai sát thủ người Mỹ gốc Á, Cain được nuôi dạy để là sát thủ vĩ đại trên thế giới. Cô là đặc trưng trong loạt truyện tranh No Man's Land, Batgirl cùng tên (loạt truyện 2000 và loạt truyện ngắn 2008), câu chuyện "One Year Later", 52: World War III, và Batman and the Outsiders (vol. 2).

### Volume 2 (2008)
Batgirl tìm kiếm người cha và Deathstroke the Terminator.. Cuối cùng cô tìm thấy cha của mình và phải đối mặt với ông. Cha cô rơi khỏi một tòa nhà khi Cain không thể cứu ông. Batman cứu lấy ông ta và cho phép Batgirl chuyển vào Biệt thự Wayne lần nữa. Batgirl sớm nhận ra rằng Deathstroke đã mở một học viện.

### Volume 3 (2009–2011)
Diễn ra sau Oracle: The Cure, Stephanie Brown được trao danh hiệu Batgirl bởi một Cassandra Cain vỡ mộng. Stephanie che giấu danh tính của cô khỏi mẹ, người không chấp nhận nó và muốn cô là một cô gái bình thường.
Barbara Gordon gặp Leslie Thompkins, người đã nhận nuôi cô con gái bị liệt của nhân vật phản diện Calculator được gọi là Wendy. Barbara sau đó đã ăn trưa với cha của mình (James Gordon), người đã cố gắng để thiết lập của cô với một nhân viên mới. Cô nhận được cuộc gọi từ Batman, người đã suy luận rằng Batgirl mới là Stephanie Brown.
Sau 26 số, Batgirl bị hủy bỏ vào tháng 8 năm 2011 như là một phần của việc công ty khởi chạy lại trong sự trỗi dậy của tập truyện đang chéo Flashpoint .

### Volume 4 (2011–nay)
Ngay sau sự hủy bỏ của loạt truyện Batgirl về Stephanie Brown, một tựa truyện mới với sự tham gia của Barbara Gordon, người một lần nữa có thể đi lại được, sẽ được ra mắt trong tháng 9 năm 2011 . Nó sẽ được viết bởi Gail Simone và được vẽ bởi Ardian Syaf .

### Phiên bản sưu tập
| Tiêu đề                         | Nội dung tập hợp                               | Ngày xuất bản       | ISBN              |
| Barbara Gordon                  | Barbara Gordon                                 | Barbara Gordon      | Barbara Gordon    |
| ------------------------------- | ---------------------------------------------- | ------------------- | ----------------- |
| Batgirl: Year One               | Batgirl: Year One #1–9 (loạt truyện ngắn 2003) | Tháng 2 năm 2003    | 978-1-4012-0080-0 |
| Batman: Batgirl                 | một tập ngắn đặc biệt                          | Tháng 7 năm 1997    | 978-1-5638-9305-6 |
| Showcase Presents: Batgirl      | nhiều tiêu đề                                  | Tháng 7 năm 2007    | 978-1-4012-1367-1 |
| Cassandra Cain                  |                                                |                     |                   |
| Batgirl: Silent Running         | Batgirl #1–6                                   | Tháng 3 năm 2001    | 978-1-8402-3266-0 |
| Batgirl: A Knight Alone         | Batgirl #7–11, #13–14                          | Tháng 11 năm 2001   | 978-1-5638-9852-5 |
| Batgirl: Death Wish             | Batgirl #17–20, #22–23, #25                    | Tháng 8 năm 2003    | 978-1-8402-3707-8 |
| Batgirl: Fists of Fury          | Batgirl #15–16, #21, #26–28                    | Tháng 5 năm 2004    | 978-1-4012-0205-7 |
| Robin/Batgirl: Fresh Blood      | Robin #132–133; Batgirl #58–59                 | Tháng 10 năm 2005]] | 978-1-4012-0433-4 |
| Batgirl: Kicking Assassins      | Batgirl #60–64                                 | Tháng 1 năm 2006    | 978-1-4012-0439-6 |
| Batgirl: Destruction's Daughter | Batgirl #65–73                                 | Tháng 9 năm 2006    | 978-1-4012-0896-7 |
| Batgirl: Redemption             | Batgirl #1–6 (loạt truyện ngắn 2008)           | Tháng 6 năm 2009    | 978-1-4012-2275-8 |
| Stephanie Brown                 |                                                |                     |                   |
| Batgirl: Batgirl Rising         | Batgirl (vol. 3) #1–7                          | Tháng 9 năm 2010    | 978-1-4012-2723-4 |
| Batgirl: The Flood              | Batgirl (vol. 3) #9–14                         | Tháng 5 năm 2011    | 978-1-4012-3142-2 |

## Đặc tính nhân vật
Betty Kane Bat-Girl là chủ yếu quan tâm đến trong Chủ nghĩa quái hiệp để phát triển mối quan hệ với Robin ban đầu, Dick Grayson, như sự giới thiệu của cô vào ấn phẩm là một nỗ lực cố ý để tránh những cáo buộc về đồng tính luyến ái mà sách Seduction of the Innocent đã trình bày cho công chúng . Được mô tả như là cháu gái của Batwoman, Bat-Girl đã phải lòng Robin sau khi đến thành phố Gotham và quyết định sử dụng cá tính siêu anh hùng của riêng mình dựa trên trang phục của Robin. Cô xuất hiện trong truyện tranh chủ yếu là thể hiện nhân vật của mình cố gắng phát triển một mối quan hệ lãng mạn với Robin, mặc cho sự bối rối hoặc thiếu quan tâm của Robin . Không giống như các nhân vật Batgirl sau này, Bat-Girl không phải là một phiên bản nữ của Batman mà là một phiên bản nữ của Robin.
Khi Julius Schwartz yêu cầu Carmine Infantino thiết kế lại nhân vật Bat-Girl, Infantino nhớ lại nhân vật Betty Kane là một "phiên bản cô gái kiêu kì của Robin", và quyết định đưa ra với một cái gì đó nhiều hơn ban đầu . Gardner Fox và Carmine Infantino viết "Batgirl" mới như là một người lớn và là một phụ nữ sự nghiệp làm việc như người đứng đầu Thư viện công cộng Thành phố Gotham. Mặc dù nhân vật Barbara Gordon thấy Batman là nguồn cảm hứng và thần tượng của mình, mối quan tâm chính của cô là giải quyết các trường hợp và thường làm việc độc lập khỏi Batman và Robin. Batgirl chủ yếu trong Detective Comics là nằm trong các câu chuyện riêng biệt với Dynamic Duo .

## Trong các phương tiện truyền thông khác
Một biểu tượng văn hóa pop, phiên bản Barbara Gordon của Batgirl đã được chuyển thể trong tất cả các phương tiện truyền thông liên quan đến thương hiệu Batman bao gồm cả hàng hóa, truyền hình, phim hoạt hình, trò chơi điện tử  và phim. Barbara Gordon Batgirl, lấy cảm hứng từ nhà sản xuất William Dozier và biên tập viên của DC Comicslà Julius Schwartz , xuất hiện trong các mùa cuối cùng của loạt truyền hình Batman vào năm 1967, kịp thời sau lần ra mắt trong sách truyện tranh của nhân vật . Nữ Diễn viên Yvonne Craig được đặc trưng trong một đoạn ngắn quảng cáo được hiển thị cho giám đốc điều hành ABC để không chỉ thêm Batgirl vào dàn Diễn viên, mà còn để đảm bảo một mùa thứ ba cho loạt phim truyền hình . Giống như Barbara Gordon, Craig là một bản sao của phiên bản truyện tranh, làm việc như một thủ thư viện cho Thư viện công cộng thành phố Gotham; cô có một cuộc sống hai mặt như Batgirl, giúp Batman, Robin và Sở cảnh sát thành phố Gotham giải quyết một mảng các vụ án  Mặc dù sự bổ sung của Craig vào dàn Diễn viên đã đổi mới chương trình cho một mùa thứ ba, nó đã không cứu được việc loạt phim bị hủy bỏ ; chương trình Batman đã chính thức bị hủy bỏ vào tháng 3 năm 1968 .
Barbara Gordon của Batgirl xuất hiện lần đầu tiên trong phim hoạt hình là trong The Adventures of Batman  trong 1968 và là cũng có mặt trong chương trình hoạt hình kế tiếp của nó là The New Adventures of Batman năm 1977 . Trong các năm 1990 và 2000, Barbara Gordon xuất hiện như Batgirl trong một loạt các chương trình hoạt hình và phim hoạt hình của Vũ trụ hoạt hình DC, bao gồm Batman: The Animated Series , Batman & Mr. Freeze: SubZero, The New Batman Adventures , và Batman Beyond: Return of the Joker. Một phiên bản trẻ của nhân vật Barbara Gordon cũng đóng một vai trò định kỳ trong loạt phim hoạt hình mang tên The Batman The Batman .
Trong Batman: The Brave and the Bold, trang phục của Batgirl khá giống với thiết kế trong hóa thân của cô trong Vũ trụ hoạt hình DC. Trong lần xuất hiện đầu tiên của mình vào loạt phim này trong tập phim "The Last Patrol!", Một tài liệu tham khảo trò đùa trong laot5 truyền hình năm 1960 được thực hiện, với Batman không biết được danh tính của Batgirl.
Ngoài sự thích nghi trong hoạt hình, phiên bản Barbara Gordon của Batgirl phục vụ như là nguồn cảm hứng cho nhân vật Barbara Wilson trong bộ phim năm 1997 Batman & Robin. Khác biệt với từ lịch sử nhân vật trong sách truyện tranh, phiên bản khác này của Barbara được mô tả bởi Alicia Silverstone là các cháu gái của Alfred Pennyworth, quản gia của Bruce Wayne và trợ lý trung thành của Batman . Loạt phim truyền hình ngắnBirds of Prey, được phát sóng trên mạng The WB trong năm 2002, có tính năng một Barbara Gordon bị tê liệt mặc trang phục Batgirl của mình sau khi tạo ra một thiết bị cho phép cô đi lại được . Loạt phim có Dina Meyer là Barbara Gordon, trong một tương lai mà cô bị liệt do Joker và hoạt động như Oracle .

## Tác động văn hóa
Các mô tả về hóa thân Gordon Barbara của Batgirl là người phụ nữ theo định hướng nghề nghiệp, cùng với cái tôi thay đổi của cô là một chiến sĩ chống tội phạm, là biểu tượng của phong trào trao quyền cho phụ nữ của những năm 1960 theo nhà phê bình và nhà sử học Peter Sanderson . Sự nghiệp của gordon như một thủ thư cũng đại diện cho một "nghề nghiệp đáng giá và được vinh danh" trong truyện tranh Mỹ chính thống, mặc dù trong thực tế rằng truyện tranh không được coi là một trò tiêu khiển đáng kính của các chuyên gia thư viện .
...likely explanations for why Batgirl's alter ego was a librarian are (a) librarianship was at the time an established and acceptable occupation for a(n) (unmarried) young woman, and (b) Barbara Gordon's job as a seemingly meek and passive librarian had to be considered an ideal contrast to her truly significant (and exciting) work as Batgirl.
Nữ Diễn viên Yvonne Craig, người được chọn vào vai Batgirl trong mùa cuối cùng của loạt phim truyền hình Batman, cũng đóng nhân vật trong thông báo dịch vụ công cộng năm 1972 cho Sở Lao động Hoa Kỳ ủng hộ trả công ngang nhau cho phụ nũ . Craig đã tuyên bố vai diễn của cô l làà Batgirl vẫn còn biểu tượng của trao quyền cho phụ nữ . Mặc dù vậy, nhân vật Batgirl thường được chỉ trích là một sự thay đổi con quay kéo sợi của Batman . So với Wonder Woman, được mô tả là ""biểu tượng chính của nữ anh hùng"", Batgirl đã được bỏ qua sự dẫn xuất của đối tác nam của cô. Khi Yvonne Craig đóng vai Batgirl trong loạt phim truyền hình Batman, cô không được phép tham gia vào các cảnh chiến đấu bằng tay; những cảnh chiến đấu của cô đều dựa trên thói quen khiêu vũ được dàn dựng của sân khấu Broadway Showgirls, dẫn đến một số tuyên bố là sự xuất hiện của nhân vật như là một phiên bản thấp kém của Batman .